# Manoir d'Émiéville
Le manoir d'Émiéville est un édifice situé sur le territoire de la commune d'Émiéville dans le département français du Calvados.

## Localisation
Le monument est situé dans le département français du Calvados, à Émiéville, rue du manoir.

## Histoire
Le manoir est daté du XVIe siècle-XVIIe siècle.
La façade principale et les toitures ainsi que la tourelle et la cheminée de la grande salle du rez-de-chaussée
font l'objet d'une inscription comme monument historique depuis le 1er mars 1973.